# Tetraphyllum
Tetraphyllum es un género con tres especies de plantas herbáceas  perteneciente a la familia Gesneriaceae. Es originario del sur de Asia.

## Descripción
Es una planta herbácea de hábitos terrestres, perennifolia con la base del tallo leñoso. Tallo erecto, con hojas caulescentes,  tetrámeras en ( pseudo-) verticilo o un par de hojas en la parte superior. Hojas pecioladas o ( sub) sésiles , ovadas o lanceoladas. Las inflorescencias en cimas axilares , con flores casi sésiles ; bractéolas pequeñas . Sépalos 5, casi libre a la base. Corola amplia en forma de embudo. El fruto es una cápsula.

## Distribución y hábitat
Se distribuyen por el sur de Asia en India, Bangladés , Birmania y Tailandia. Se encuentra entre las rocas en el bosque húmedo.

## Taxonomía
El género fue descrito por Griff. ex C.B.Clarke, in A.DC. & C.DC. y publicado en Monogr. Phan. 5: 136. 1883.
Etimología
El nombre del género deriva del griego τετρα,  tetra = "cuatro", y φυλλον,  phyllon = "hoja" , aludiendo a la espiral de hojas tetrámeras en la cima de la planta.

## Especies
- Tetraphyllum bengalense C.B. Clarke.
- Tetraphyllum confertiflorum
- Tetraphyllum roseum